# Tualatin Academy

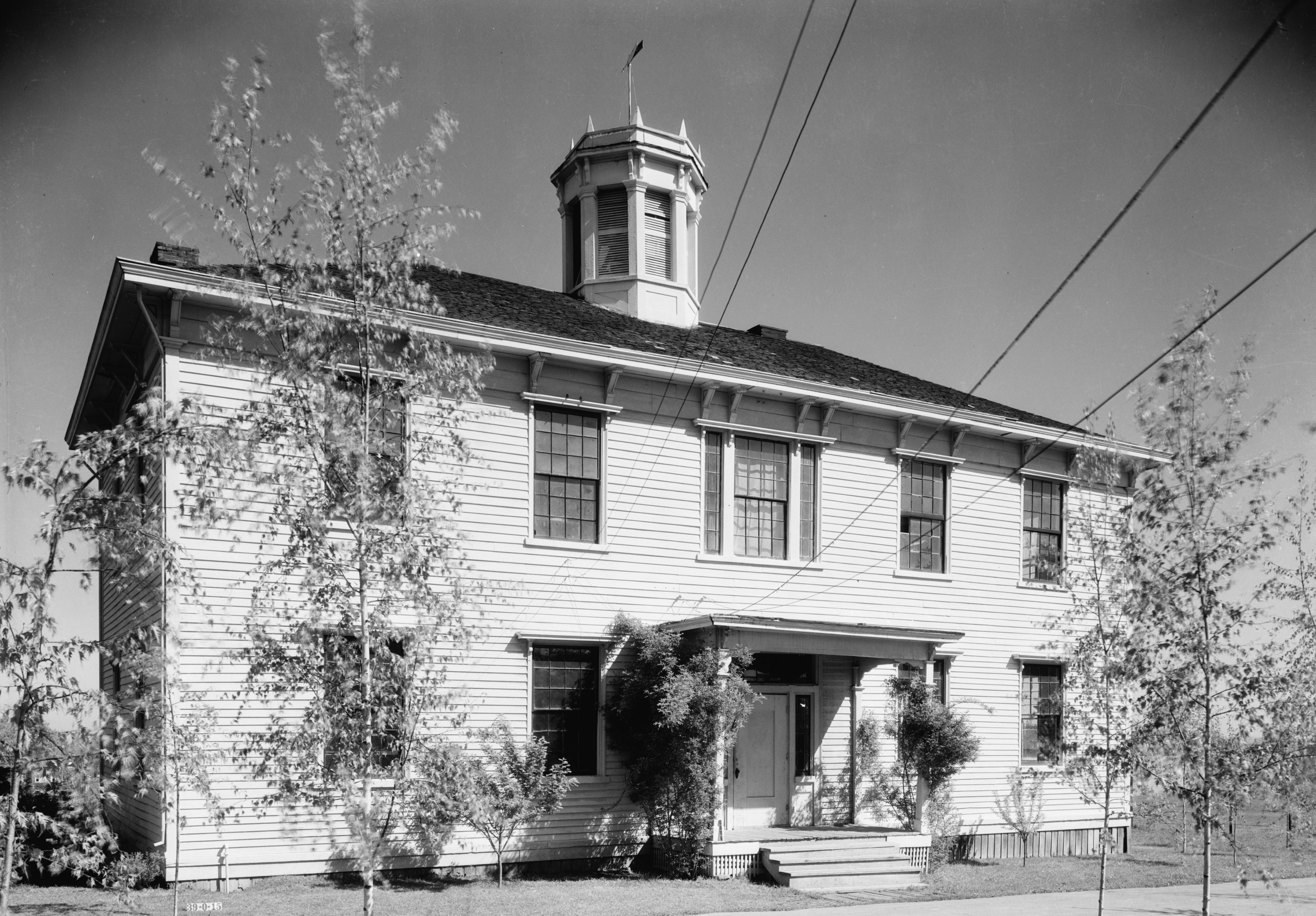
1934-ben

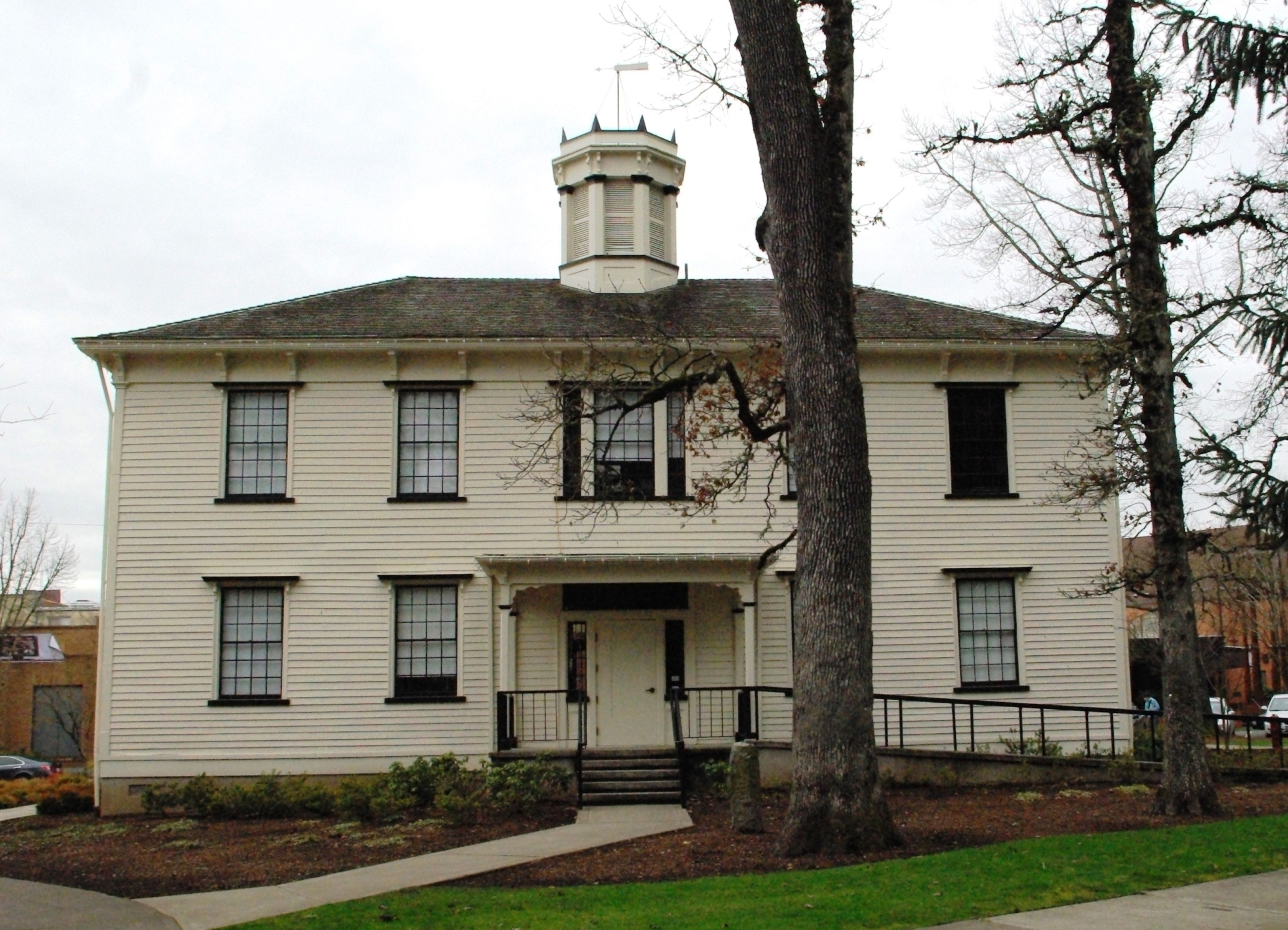
2009-ben

A Tualatin Academy egykori középiskola az Amerikai Egyesült Államok Oregon államában, a Pacific University elődje. Az 1850-ben épült, a történelmi helyek jegyzékében szereplő létesítmény ma az Old College nevet viseli, és benne múzeum található.

## Épülete
A ma Old College néven ismert, egy korábbi falétesítményt kiváltó épületet 1850 júliusában kalákában építették fel. A 18 évvel később létesített Academy épület 1910-ben leégett. Az Old College 1900 és 1950 között a kémiatanszék otthona volt; 1949-ben a tudományos képzéseket kiköltöztették és a létesítményt visszanevezték Old College-re. Ugyanezen évben az emeleten két teremben múzeumot nyitottak.
A nyeregtetőn az Oregon Institute-éhoz hasonló nyolcszögletű harangtorony található. A téglalap alakú épületet belül egy keresztirányú terem választja ketté. A gyarmatosítás kori stílusban épült, az állam legrégebbi felsőoktatási létesítményének számító épület 1974-ben bekerült a történelmi helyek jegyzékébe. Földszintjén kápolna és találkozóhely található.

## Oktatás
Harvey L. Clark kongregacionalista lelkész 1841-ben a Tualatin-síkságtól északra misszionárius iskolát alapított, amit 1847-ben Tabitha Moffatt Brownnal, „Oregon anyjával” a mai Forest Grove-ba költöztettek. Ketten iskolát nyitottak a telepesek gyerekeinek, majd 1848-ban Brown árvaházat alapított. Az első tanár Henry H. Spalding tiszteletes felesége, Eliza Hart Spalding volt. 1848-ban a presbiteriánusok és kongregacinalisták Clark és Brown intézményében alapították meg a Tualatin Academyt, amelyet a territóriumi törvényhozás 1849. szeptember 29-én ismert el.
Az alapítók között voltak Clark, P. H. Hatch, George H. Atkinson, James M. Moore és Osborne Russell. A felsőfokú képzés beindításakor a Pacific University kivált az iskolából. A Tualatin Academy az állami fenntartású középiskolák elterjedése miatt 1914-ben megszűnt.

## Múzeum
A Pacific University 1849-es centenáriumi ünnepségén átadott múzeum az Old College épület emeletén található, ahol Tabitha Moffatt Brown alapító és Sidney Harper Marsh rektor, valamint öregdiákok és más személyek tárgyai vannak kiállítva.

## Fordítás
- Ez a szócikk részben vagy egészben  a   Tualatin Academy című angol Wikipédia-szócikk ezen változatának fordításán alapul.  Az eredeti cikk szerkesztőit annak laptörténete sorolja fel. Ez a jelzés csupán a megfogalmazás eredetét és a szerzői jogokat jelzi, nem szolgál a cikkben szereplő információk forrásmegjelöléseként.